# Team LCR
Het Team LCR is een motorsportteam dat onder de naam LCR Honda MotoGP uitkomt in de MotoGP. LCR staat voor de initialen van de oprichter, Lucio Cecchinello Racing. Het LCR team is het tweede Honda team in de MotoGP, het andere team is het Honda Racing Corporation fabrieksteam De huidige coureurs zijn Johann Zarco en de rookie Somkiat Chantra. Het team won zijn eerste GP samen met Crutchlow in de koningsklasse, de GP van Brno in 2016.
Na deze eerst overwinning voor het team wist Crutchlow dat jaar een podiumplaats te pakken op het Silverstone circuit, waarna hij op Philip Island nogmaals een GP won. Hiermee werd hij de eerste Brit ooit die de Australische GP won. Hij eindigde het jaar met 141 punten, waarmee hij zevende in het kampioenschap werd.